# Летя-Веке (комуна)
Летя-Веке (рум. Letea Veche) — комуна у повіті Бакеу в Румунії. До складу комуни входять такі села (дані про населення за 2002 рік):
- Летя-Веке (2394 особи)
- Радомірешть (226 осіб)
- Руші-Чутя (441 особа)
- Сірету (459 осіб)
- Холт (1434 особи)

Комуна розташована на відстані 244 км на північ від Бухареста, 3 км на південний схід від Бакеу, 83 км на південний захід від Ясс, 143 км на північний схід від Брашова.

## Населення
За даними перепису населення 2002 року у комуні проживали 4954 особи. Усі жителі комуни рідною мовою назвали румунську.
Національний склад населення комуни:
| Національність | Кількість осіб | Відсоток |
| -------------- | -------------- | -------- |
| румуни         | 4937           | 99,7%    |
| цигани         | 16             | 0,3%     |
| угорці         | 1              | < 0,1%   |

Склад населення комуни за віросповіданням:
| Релігія       | Кількість осіб | Відсоток |
| ------------- | -------------- | -------- |
| православні   | 4800           | 96,9%    |
| римо-католики | 83             | 1,7%     |
| п'ятдесятники | 26             | 0,5%     |
| бретрени      | 19             | 0,4%     |
| адвентисти    | 11             | 0,2%     |
| лютерани      | 11             | 0,2%     |
| старообрядці  | 1              | < 0,1%   |
| атеїсти       | 1              | < 0,1%   |